# Schrobenhausener Bank
Die Schrobenhausener Bank eG ist eine deutsche  Genossenschaftsbank mit Sitz in der bayerischen Stadt Schrobenhausen im Landkreis Neuburg-Schrobenhausen. 

## Geschichte
Am 1. März 1868 wurde der Kreditverein Schrobenhausen in Schrobenhausen gegründet. Der erste Vorsitzende des neuen Vereins war Freiherr Franz von Tautphöus. Ab dem Jahr 1939 wurde aus dem „Kreditverein Schrobenhausen“ die „Volksbank Schrobenhausen eGmbH“, später erfolgte die Umfirmierung zur Volksbank Schrobenhausen eG.
Die Raiffeisenbank Schrobenhausen eGmbH entstand 1965 durch den Zusammenschluss der Raiffeisenkasse Steingriff eGmbH (gegründet 1929) mit dem Sitz in Steingriff, der Raiffeisenkasse Edelshausen eGmbH (gegründet 1911) mit dem Sitz in Edelshausen, der Raiffeisenkasse Peutenhausen eGmbH (gegründet 1925) mit dem Sitz in Peutenhausen und der Raiffeisenkasse Gachenbach eGmbH (gegründet 1896) mit dem Sitz in Gachenbach. Die Raiffeisenkasse Sandizell eGmbH mit dem Sitz in Sandizell schloss sich 1966 und die Raiffeisenkasse Grimolzhausen eGmbH mit dem Sitz in Grimolzhausen im Jahre 1967 der Raiffeisenbank Schrobenhausen eGmbH an. Im Jahr 1971 fusionierte noch die Raiffeisenkasse Strobenried eGmbH mit dem Sitz in Strobenried mit der Raiffeisenbank Schrobenhausen eGmbH.
Am 1. Januar 2011 fusionierte die Volksbank Schrobenhausen eG mit der Raiffeisenbank Schrobenhausen eG zur Schrobenhausener Bank eG.

## Rechtsverhältnisse
Die Schrobenhausener Bank eG ist im Genossenschaftsregister beim Amtsgericht Ingolstadt unter GnR 100257 eingetragen.

## Organisationsstruktur
Rechtsgrundlagen sind das Genossenschaftsgesetz und die durch die Vertreterversammlung beschlossene Satzung. Organe der Bank sind der Vorstand, der Aufsichtsrat und die Vertreterversammlung.

## Sicherungseinrichtung
Die Schrobenhausener Bank eG ist der amtlich anerkannten Sicherungseinrichtung des Bundesverbandes der Deutschen Volksbanken und Raiffeisenbanken GmbH und der zusätzlichen freiwilligen Sicherungseinrichtung des Bundesverbandes der Deutschen Volksbanken und Raiffeisenbanken e.V. angeschlossen.

## Geschäftsausrichtung
Die Schrobenhausener Bank eG betreibt das Universalbankgeschäft. Im Verbundgeschäft arbeitet sie mit der DZ Bank, R+V Versicherung, DZ Privatbank, Bausparkasse Schwäbisch Hall, VR Smart Finanz, Münchener Hypothekenbank, Teambank, VR Leasing, DZ Hyp und der Union Investment zusammen.

## Geschäftsgebiet
Das Geschäftsgebiet liegt im Süden des Landkreises Neuburg-Schrobenhausen, im Westen des Landkreises Pfaffenhofen an der Ilm sowie im Norden des Landkreises Aichach-Friedberg. Ihr Geschäftsgebiet umfasst die Gemeinden Hohenwart, Pöttmes, Gachenbach und die Stadt Schrobenhausen.
An diesen Orten betreibt die Bank Filialen:
- Schrobenhausen (Hauptstelle, jur. Sitz + 1 Geschäftsstelle)
- Hohenwart (Geschäftsstelle)
- Pöttmes (Geschäftsstelle)
- Gachenbach (Geschäftsstelle)